# 임평열
임평열(林平烈, 1946년 ~ )은 대한민국의 전 행정공무원이다.

## 경력
- 1971.08 부산시 행정직 9급 공무원
- 부산광역시 세정1계장
- 부산광역시 세정담당관
- 1988 부산광역시 문화계장
- 부산광역시 국유재산계장
- 1997.01 ~ 1998.09 동래구청 의회사무국장
- 1998.09 ~ 1999.08 부산문화회관 관장
- 1999.08 ~ 2002.08 부산광역시장 비서실장
- 2002.08 ~ 2003.07 부산교통공단 정책협력관 파견
- 2003.07 ~ 2005.07 부산광역시 해운대구 부구청장
- 2002.04 ~ 2002.06 부산광역시 해운대구청장 권한대행
- 2005.08 부산광역시 시설관리공단 상임이사